# جائزة إيطاليا الكبرى 1966
جائزة إيطاليا الكبرى 1966 هو سباق فورمولا 1 أقيم بتاريخ 4 سبتمبر 1966 في حلبة مونزا، إيطاليا. كان السابع من أصل 9 في بطولة العالم لسباقات الفورمولا واحد موسم 1966. فاز الإيطالي لودوفيكو سكارفيوتي بهذا السباق.